# Boutros Romhein
Boutros Romhein (Kraya, 14 novembre 1949) è uno scultore siriano naturalizzato italiano.

## Biografia
Nasce nel 1949 in un paese del sud della Siria, cresce in una terra che ha visto il fiorire delle principali civiltà mediterranee, e il susseguirsi di molteplici popolazioni con le loro differenti evoluzioni culturali.

### Formazione
Segue studi classici a Damasco e apprende varie tecniche artigiane come apprendista estivo nelle botteghe di Damasco. Ma contemporaneamente, ancora giovinetto, inizia ad emerge la sua vocazione artistica.
All'età di 16 anni realizza le prime opere artistiche, sculture in legno di olivo, (di cui la sua terra originaria è sempre stata ricca.)
Diciottenne apre il proprio studio d'arte a Damasco, e inizia ad esporre in mostre collettive e personali, riscuotendo immediatamente un grande successo in tutta la Siria.
Boutros prosegue la propria formazione e crescita come uomo e come artista peregrinando per paesi Europei come Spagna Francia Italia e Svizzera, ove gli viene data la possibilità di partecipare ad alcune mostre collettive con incoraggiante riscontro e successo.
Viaggi , lavoro scultoreo e ricerca che lo porteranno alla sua affermazione artistica e personale e alla decisione di stabilirsi in Italia, a Carrara, capitale del marmo, nel 1983. Consegue il diploma presso l’Accademia di Belle Arti, sezione di scultura e nel 1990 inizia il suo grande progetto fondando il proprio studio e centro per la scultura Arco Arte.

### Filosofia
Boutros si rapporta con il marmo come con il materiale che, come fu un tempo l'olivo, meglio riesce a incarnare ciò che il suo spirito elabora; nel marmo abilmente riesce a materializzare e comunicare il proprio pensiero e sentimenti.
Le vicende artistiche e la crescita umana non sono mai scisse in Boutros ma piuttosto si sovrappongono, si completano e si influenzano vicendevolmente: la crescita umana trova corrispondenza nell'evoluzione artistica arrivando alla definizione di uno stile e un linguaggio scultoreo proprio.
Grazie alle forti capacità tecniche acquisite con anni di esperienza riesce a plasmare volumi fluidi ed eleganti, sculture eseguite con maestria ed abilità, arrivando ad una musicalità della forma.

### La scuola
Perentorio per Boutros Romhein è da sempre trasmettere il proprio mestiere di scultore, inteso per lui anche come mestiere di vivere, e nel contempo arricchire il proprio vissuto. A tal fine prende vita il progetto dello studio di scultura Arco Arte, ove dal 1990 realizza le proprie opere, risiede l'esposizione permanente, insegna la tecnica della scultura. Ma soprattutto Arco Arte nasce come centro del “pensiero della scultura”, un punto di incontro, scambio contatto tra persone di cultura, storia, lingua differente che apportano con il loro vissuto un arricchimento al mondo senza confini dell'espressione scultorea, così come la intende lo scultore Romhein Boutros.

### Le opere
Romhein Boutros classifica le proprie opere riconducendole a tre gruppi: “Metaforiche”: portatrici di figure, plasmate sull'attribuzione di un'espressione e o di una storia radicata nell'umano vivere. “Figurazioni”: esulano dalla  mera figuratività per sconfinare, attraverso eleganti linee e volumi,  in forme simboliche. Infine le opere "monumentali" che come sintesi racchiudono lo stile proprio di Romhein. 
Le opere di Romhein si trovano in collezioni private e pubbliche di molte città del mondo.